# مارك تايلور (لاعب اتحاد الرغبي بريطاني)
مارك تايلور (بالإنجليزية: Mark Taylor)‏ هو لاعب اتحاد الرغبي بريطاني، ولد في 27 فبراير 1973 في Blaenavon ‏ في المملكة المتحدة.

## وصلات خارجية
- مارك تايلور عل موقع إسبنسكروم (الإنجليزية)
- مارك تايلور على موقع ItsRugby.co.uk (الإنجليزية)